# Steven Anderson
Pour les articles homonymes, voir Anderson.
Steven Anderson, né le 19 décembre 1985, est un footballeur écossais évoluant actuellement au poste de défenseur central à Forfar Athletic.

## Biographie
Steven Anderson joue 4 matchs en Ligue Europa avec le club de St. Johnstone lors de la saison 2013-2014.

## Palmarès
- Coupe d'Écosse :
  - Vainqueur : 2014.

- Scottish Challenge Cup :
  - Vainqueur : 2008.